# Bartlett (Iowa)
Bartlett es un lugar designado por el censo ubicado en el condado de Fremont en el estado estadounidense de Iowa. En el Censo de 2010 tenía una población de 50 habitantes y una densidad poblacional de 48,26 personas por km².

## Geografía
Bartlett se encuentra ubicado en las coordenadas 40°53′7″N 95°47′41″O / 40.88528, -95.79472. Según la Oficina del Censo de los Estados Unidos, Bartlett tiene una superficie total de 1.04 km², de la cual 1.04 km² corresponden a tierra firme y (0%) 0 km² es agua.

## Demografía
Según el censo de 2010, había 50 personas residiendo en Bartlett. La densidad de población era de 48,26 hab./km². De los 50 habitantes, Bartlett estaba compuesto por el 92% blancos, el 2% eran afroamericanos, el 4% eran amerindios, el 0% eran asiáticos, el 0% eran isleños del Pacífico, el 0% eran de otras razas y el 2% pertenecían a dos o más razas. Del total de la población el 0% eran hispanos o latinos de cualquier raza.